# Maladera straba
Maladera straba är en skalbaggsart som beskrevs av Brenske 1898. Maladera straba ingår i släktet Maladera och familjen Melolonthidae. Inga underarter finns listade i Catalogue of Life.